# Ноксабі (округ, Міссісіпі)
Шаблон:StateAbbr_ 33°07′ пн. ш. 88°34′ зх. д. / 33.11° пн. ш. 88.57° зх. д.
Округ  Ноксабі (англ. Noxubee County) — округ (графство) у штаті Міссісіпі, США. Ідентифікатор округу 28103.

## Історія
Округ утворений 1833 року.

## Демографія
За даними перепису 
2000 року 
загальне населення округу становило 12548 осіб, зокрема міського населення було 3121, а сільського — 9427.
Серед мешканців округу чоловіків було 5962, а жінок — 6586. В окрузі було 4470 домогосподарств, 3225 родин, які мешкали в 5228 будинках.
Середній розмір родини становив 3,36.
Віковий розподіл населення поданий у таблиці:
| Стать    | До 15 років | 15-21 | 22-29 | 30-39 | 40-49 | 50-65 | 65-85 | Понад 85 |
| -------- | ----------- | ----- | ----- | ----- | ----- | ----- | ----- | -------- |
| Чоловіки | 1614        | 785   | 589   | 722   | 874   | 769   | 544   | 65       |
| Жінки    | 1563        | 700   | 681   | 893   | 873   | 874   | 835   | 167      |

## Суміжні округи
- Лаундс — північ
- Пікенс, Алабама — схід
- Самтер, Алабама — південний схід
- Кемпер — південь
- Вінстон — захід
- Октіббега — північний захід

## Виноски
1. ↑  U.S. Decennial Census. United States Census Bureau. Архів оригіналу за 12 травня 2015. Процитовано 6 листопада 2014.
2. ↑  Historical Census Browser. University of Virginia Library. Архів оригіналу за 11 серпня 2012. Процитовано 6 листопада 2014.
3. ↑  Population of Counties by Decennial Census: 1900 to 1990. United States Census Bureau. Процитовано 6 листопада 2014.
4. ↑  Census 2000 PHC-T-4. Ranking Tables for Counties: 1990 and 2000 (PDF). United States Census Bureau. Процитовано 6 листопада 2014.
5. ↑  State & County QuickFacts. United States Census Bureau. Архів оригіналу за 7 червня 2011. Процитовано 4 вересня 2013.(англ.) Наведено за англійською вікіпедією.
6. ↑  American FactFinder. Бюро перепису населення США. Архів оригіналу за 26 лютого 2012. Процитовано 31 січня 2008.

| США | Це незавершена стаття з географії США. Ви можете допомогти проєкту, виправивши або дописавши її. |